# NGC 1495
NGC 1495 (również PGC 14190) – galaktyka spiralna (Sc), znajdująca się w gwiazdozbiorze Zegara. Odkrył ją John Herschel 24 października 1835 roku.